# Gymnogyps varonai
Gymnogyps varonai is een uitgestorven condor die in het Pleistoceen op Cuba leefde. De soort is nauw verwant aan de Californische condor.

## Fossiele vondst
Fossielen van Gymnogyps varonai zijn gevonden in Las Breas de San Felipe op Cuba. 

## Kenmerken
Gymnogyps varonai was groter dan de verwante Californische condor met een robuust lichaam en een robuuste snavel.